# جولانده
جولانده، روستایی از توابع بخش مرکزی شهرستان سروآباد در استان کردستان ایران است.

## جمعیت
این روستا در دهستان ژریژه قرار دارد و براساس سرشماری مرکز آمار ایران در سال ۱۳۹۵، جمعیت آن ۱۳۱ نفر بوده‌است.